# Ransom E. Olds
Ransom Eli Olds (3 juni 1864 – 26 august 1950) var en pioner i den amerikansk bilindustri, efter hvem bilmærkerne Oldsmobile og REO blev opkaldt. Han hævder at have bygget sin første dampbil så tidligt som 1887 og sin første benzindrevne bil i 1896. Det moderne samlebånd og dets grundlæggende koncepter krediteres Olds, der brugte det til at bygge den første masseproducerede automobil, Oldsmobile Curved Dash, hvis produktion begyndte i 1901.

## Tidlige liv
Olds blev født i Geneva, Ohio som den yngste søn af en smed og en mønstermager Pliny Fiske Olds og hans kone, Sarah Whipple Olds. Hans forældre flyttede familien til Cleveland, Ohio, da Olds stadig var en dreng. Hen endte til sidst med at slå sig ned i Lansing, Michigan, hvor han den 5 juni 1889 giftede sig med Metta Ursula Woodward.